# Air Salone
Air Salone war eine Fluggesellschaft in Sierra Leone mit Sitz in Freetown und Heimatflughafen Freetown International Airport. Die Fluggesellschaft wurde 2004 gegründet und 2006 liquidiert. Flüge wurden von der Gesellschaft nicht durchgeführt, waren aber zwischen Freetown und London-Gatwick (via Dakar) auf wöchentlicher Basis geplant. Es sollte eine Boeing 757 zum Einsatz kommen.
Am 22. März 2006 ordnete die Europäische Kommission durch Verordnung ein Betriebsverbot in der Europäischen Union für sämtliche in Sierra Leone registrierten Fluggesellschaften an, das bis heute wirksam ist (Stand 2021). Aus Sicht der Kommission verfügt Sierra Leone über kein angemessenes System zur Beaufsichtigung seiner Luftfahrtunternehmen oder deren Luftfahrzeuge und nicht über die technische Kapazität oder die Mittel zur Durchführung dieser Aufgabe. Im Anhang A der Verordnung, der Liste der Luftfahrtunternehmen, deren gesamter Betrieb in der Gemeinschaft untersagt ist, war die Gesellschaft als Air Salone, Ltd namentlich aufgeführt. Am 15. Oktober 2006 wurde Air Salone wieder aus der Liste herausgenommen. Die Behörde in Sierra Leone hatte kurz zuvor mitgeteilt, dass sie das Air Operator Certificate widerrufen und die Gesellschaft ihre Tätigkeit eingestellt habe.